# KNSB Cup ploegen (marathonschaatsen)
Naast de KNSB Cup die in het seizoen 1972/73 voor het eerst werd geïntroduceerd. Is er met ingang van het marathonseizoen 1996/97 een ploegenklassement voor de beste ploeg van het seizoen.
De eerste ploeg die het klassement wist te winnen was Klerk's. Bij de vrouwen stond het pas in 1997/98 op het programma en de ploeg Nefit won. Hierna was er van 1998/99 tot en met het 2003/04 geen klassement voor ploegen. De ploeg die het vaakst het klassement heeft gewonnen is Royal A-ware door vier keer te winnen. Bij de vrouwen heeft de DSB Bank ploeg de meeste klassementen gewonnen.

## Winnaars[1]
| #                           | Seizoen   | Heren                           | Dames                                |
| Unox Cup                    | Unox Cup  | Unox Cup                        | Unox Cup                             |
| --------------------------- | --------- | ------------------------------- | ------------------------------------ |
| 1                           | 1996/1997 | Klerk's                         |                                      |
| 2                           | 1997/1998 | Slager Ind. Dienstverlening     | Nefit                                |
|                             | 1998/1999 |                                 |                                      |
|                             | 1999/2000 |                                 |                                      |
| KNSB Cup                    |           |                                 |                                      |
|                             | 2000/2001 |                                 |                                      |
| Essent Cup                  |           |                                 |                                      |
|                             | 2001/2002 |                                 |                                      |
|                             | 2002/2003 |                                 |                                      |
|                             | 2003/2004 |                                 |                                      |
| 3                           | 2004/2005 | Jorritsma Bouw                  | DSB                                  |
| 4                           | 2005/2006 | Proteq                          | DSB                                  |
| 5                           | 2006/2007 | Time Out Sport                  | DSB Bank                             |
| KNSB Cup & Essent Cup       |           |                                 |                                      |
| 6                           | 2007/2008 | BAM                             | DSB Bank                             |
| 7                           | 2008/2009 | BAM                             | DSB Bank                             |
| DSB Bank Cup / Marathon Cup |           |                                 |                                      |
| 8                           | 2009/2010 | Adformatie                      | Viks Parket                          |
| KPN Marathon Cup            |           |                                 |                                      |
| 9                           | 2010/2011 | AMI Kappers                     | MKBasics.nl                          |
| 10                          | 2011/2012 | Van Werven                      | Hoolwerf Heiwerken                   |
| 11                          | 2012/2013 | SAM-UnivÃ                       | Palet Schilderwerken                 |
| 12                          | 2013/2014 | Team Van Werven                 | Team Schaats Hart                    |
| 13                          | 2014/2015 | Team A-ware/Fonterra            | Haardhout.com                        |
| 14                          | 2015/2016 | Royal A-ware/Fonterra           | Athleteshop.nl/Koopjesdrogisterij.nl |
| 15                          | 2016/2017 | Bouw & Techniek                 | MKBasics.nl                          |
| 16                          | 2017/2018 | Okay Fashion&Jeans/Interfarms   | MKBasics.nl                          |
| 17                          | 2018/2019 | Bouw & Techniek                 | MKBasics.nl                          |
| 18                          | 2019/2020 | Bouwselect                      | A6.nl groot in auto's                |
| Marathon Cup                |           |                                 |                                      |
| 19                          | 2021/2022 | Royal A-ware / Ziuz             | Palet Vastgoedonderhoud              |
| 20                          | 2022/2023 | Royal A-ware                    | BDM / BTZ                            |
| 21                          | 2023/2024 | Bouwselect / De Haan Westerhoff | BDM / BTZ                            |
| 22                          | 2024/2025 |                                 |                                      |

1996/1997 ·
1997/1998 ·
1998/1998-2003/2004 · 
2004/2005 ·
2005/2006 ·
2006/2007 ·
2007/2008 ·
2008/2009 ·
2009/2010 ·
2010/2011 ·
2011/2012 ·
2012/2013 ·
2013/2014 ·
2014/2015 ·
2015/2016 ·
2016/2017 ·
2017/2018 ·
2018/2019 ·
2019/2020 ·
2020/2021 ·
2021/2022 ·
2022/2023 ·
2023/2024 ·
2024/2025
 Oranje leiderspak ·
 Rood-wit-blauw leiderspak · 
 Wit leiderspak
Nederlandse kampioenschappen: Kunstijs · Natuurijs · Open
Eindklassementen: KNSB Cup ·
 Jongeren klassement ·
Ploegenklassement ·
Grand prix klassement ·
Natuurijsklassement ·
Natuurvierdaagse ·
Club-assistent Brabantcup
Records en statistieken
Elfstedentocht
Natuurijsklassiekers: De 100 van Eernewoude · 
Amstelmeer Marathon · 
Ronde van Loosdrecht · 
Westland Marathon · 
Driedaagse van Ankeveen · 
Noorder Rondritten · 
Noordwesthoekrit · 
Oldambtrit · 
Hollands Venetiëtocht · 
Ronde van Duurswold · 
Ronde van Skarsterlân · 
Rottemerentocht · 
USA Marathon · 
Veluwemeertocht
Lijst van schaatsmarathons per kunstijsbaan: Alkmaar · Amsterdam · Assen · Breda · Den Haag · Deventer · Dronten · Eindhoven · Enschede · Geleen · Groningen · Haarlem · Heerenveen · Hoorn · Leeuwarden · Nijmegen · Rotterdam · Tilburg · Utrecht
Lijst van schaatsmarathons per natuurijsbaan: Hengelo · Polsbroek · Veenoord ·  Noordlaren · Haaksbergen ·  Winterswijk · Burgum · 
Awards: Marathonschaatser van het Jaar · Willem Poelstra Trofee
1972/1973 ·
1973/1974 ·
1974/1975 ·
1975/1976 ·
1976/1977 ·
1977/1978 ·
1978/1979 ·
1979/1980 ·
1980/1991 ·
1980/1981 ·
1981/1982 ·
1982/1983 ·
1983/1984 ·
1984/1985 ·
1985/1986 ·
1986/1987 ·
1987/1988 ·
1988/1989 ·
1989/1990 ·
1990/1991 ·
1991/1992 ·
1992/1993 ·
1993/1994 ·
1994/1995 ·
1995/1996 ·
1996/1997 ·
1997/1998 ·
1998/1999 ·
1999/2000 ·
2001/2002 ·
2002/2003 ·
2003/2004 ·
2004/2005 ·
2005/2006 ·
2006/2007 ·
2007/2008 ·
2008/2009 ·
2009/2010 ·
2010/2011 ·
2011/2012 ·
2012/2013 ·
2013/2014 ·
2014/2015 ·
2015/2016 ·
2016/2017 ·
2017/2018 ·
2018/2019 ·
2019/2020 ·
2020/2021 ·
2021/2022 ·
2022/2023 ·
2023/2024 ·
2024/2025